# Santa Cruz de la Sierra (Bolívia)
Santa Cruz de la Sierra Bolívia legnagyobb városa, amely Santa Cruz megyében található.

## Történelem
A várost 1561. február 26-án alapította Ñuflo de Chávez. Chávez spanyol felfedező és katona volt, aki a belső, esőerdők borította területeket fedezte fel. Az új település a helyi - indián - népesség gyarmatosításának egyik központja lett. A városban és környékén jezsuita hittérítők több helyi indián törzset térítettek át a római katolikus hitre. Az eredeti város a modern központtól több mint 220 km-re helyezkedett el, majd 1592-ben ezt áttelepítették a mai helyére. A következő két évszázadban a város nem fejlődött jelentősen. Miután Bolívia a 19. században elnyerte függetlenségét, a város egy jelentős központ lett. Fontos szerepet kapott a Brazíliával vívott háborúban a 20. század elején, majd a Paraguay elleni konfliktusban az 1930-as években. Az 1950-es években közúti összeköttetés jött létre Cochabamba várossal, majd vasúti kapcsolat Brazíliával. 1960-ban a városban született a részben magyar származású kalandor, író, költő és újságíró, Rózsa-Flores Eduardo, aki egyben a Magyar Iszlám Közösség alelnöke is volt. (2009. április 17-én szülővárosában ölték meg kormánykatonák.)

## Éghajlat
A város éghajlata trópusi. A nyáron van az esős évszak. Az évi hőmérséklet 20 °C és 40 °C között mozog.

## Gazdaság
A városban a mezőgazdasági termékek feldolgozása jellemző (cukornád, dohány, kávé).

## Közlekedés
A városnak két repülőtere a Viru Viru Nemzetközi Repülőtér és az El Trompillo.
A vasútvonalat a Ferroviaria Oriental S.A. tartja karban. Santa Cruzból Quijarron keresztül lehet eljutni Brazíliában, míg Argentínában Yacuiban keresztül.

## Híres emberek
- Itt született 1960. március 31-én és itt hunyt el 2009. április 16-án Rózsa-Flores Eduardo publicista, író, költő, színész és katona.

## Testvértelepülések
- Argentína La Plata, 1994
- Argentína Paraná
- Argentína Rosario
- Argentína Córdoba
- Brazília Curitiba
- Tajvan Tajnan
- Spanyolország Santa Cruz de Tenerife
- Japán Okinava

## Külső hivatkozások
- Várostérkép

1. ↑  2012 Bolivian census